# Jorge de Mello
Jorge Augusto Caetano da Silva José de Mello (São Martinho, Sintra, 1 de setembro de 1921 – Lisboa, 9 de novembro de 2013) foi um empresário português. Neto do industrial português Alfredo da Silva, foi continuador da obra de seu avô e seu pai (Manuel de Mello) à frente dos destinos do Grupo CUF, o maior grupo empresarial português da sua época. Com a morte de seu pai, que ocupou o cargo de presidente do Grupo CUF de 1942 a 1966, será Jorge de Mello que encabeçará os destinos do Grupo CUF de 1966 a 1975. Era filho de Manuel de Mello e de Amélia Dias de Oliveira da Silva Melo, natural de Lisboa (freguesia de Santa Justa), filha de Alfredo da Silva.
Quando se dá o grande surto das nacionalizações, em 1975, que atinge em cheio a CUF, o grupo era o maior a nível nacional, detendo perto de 180 empresas, responsáveis por cerca de 4% da economia portuguesa e por quase 50 mil postos de trabalho. Na altura, continuava a expandir-se, olhando para vez mais para a internacionalização e para o capital estrangeiro, ao mesmo tempo que alargara a presença a Moçambique, Angola, São Tomé e Guiné-Bissau. No leque das empresas contava-se a Compal, Tabaqueira, Lisnave, Setenave, Estaleiros Navais de Viana do Castelo, Fisipe, Soponata, Companhia de Nacional de Navegação, Banco Totta & Açores e a Império, marcando presença em sectores que iam da indústria química aos supermercados.
Após o golpe de 11 de Março de 1975, Jorge de Mello é preso no edifício da CUF na Infante Santo, em Lisboa. Esteve dez dias na prisão de Caxias, ao lado de uma cela ocupada pela família Espírito Santo. A intervenção de várias personalidades, entre as quais o então presidente francês, Valéry Giscard d’Estaing, permitiu o regresso à liberdade. Em 1975, vai para o Brasil, só regressando a Portugal em 1986. 
O relançamento empresarial foi alavancado com financiamento bancário e com o produto da venda da casa onde nasceu, a Quinta da Riba Fria, e da Herdade do Peral, neste caso a Américo Amorim.
Jorge de Mello dedicou-se então aos negócios na área do azeite e dos óleos alimentares, onde detém uma das mais fortes marcas portuguesas, o azeite Oliveira da Serra. O grupo Nutrinveste, da família, tem negócios em cinco países.
A 28 de julho de 1945, casou primeira vez, no oratório do Palácio dos Condes de Castro Marim (e Marqueses de Olhão), em Xabregas, freguesia do Beato, em Lisboa, com Maria Eugénia José da Cunha Mendonça e Menezes, sua parente em terceiro grau na linha colateral, doméstica, então de 19 anos, natural da freguesia e concelho de Cascais, filha do médico Pedro José da Cunha Mendonça e Menezes, 4.º marquês de Olhão e 3.º marquês de Valada, natural de Lisboa (freguesia do Beato), e Maria da Assunção d'Orey da Cunha Mendonça e Menezes, doméstica, natural de Lisboa (freguesia de Santa Isabel). Teve por padrinho de casamento António Champalimaud. Deste casamento nasceram 10 filhos. Por sentença de abril de 1979 de um tribunal suíço, foi decretada a separação de pessoas e bens entre o casal, que se converteu em divórcio por sentença transitada em julgado em 1991. Casou segunda vez com Maria do Pilar Benito Garcia Salazar de Sousa.